# Suebsakul Pravisat
Suebsakul Pravisat ist ein thailändischer Fußballspieler.

## Karriere
Suebsakul Pravisat stand bis Juni 2016 beim Sukhothai FC unter Vertrag. Wo er vorher gespielt hat, ist unbekannt. Der Verein aus Sukhothai spielte in der ersten thailändischen Liga, der Thai Premier League. Sein einziges Spiel in der ersten Liga war die Begegnung gegen Pattaya United am 30. März 2016. Hier wurde er in der 86. Minute für Sakdarin Mingsamorn eingewechselt.
Seit dem 1. Juli 2016 ist Suebsakul Pravisat vertrags- und vereinslos.